# EL90
La vàlvula EL90 (6AQ5) és un tètrode amb base miniatura de 7 pins (B7G). Les seves característiques a 250V són gairebé idèntiques a la vàlvula 6V6. Hi ha diferents versions d'aquesta vàlvula, algunes són la 6AQ5A o la 6005W. Els seus equivalents són la 6AQ5, BPM04, CV1862, CV8229 i N727.

## Especificacions
La EL90 té un voltatge i consum de filament de 6,3 V 0,45 A. Les connexions dels seus pins són les següents: 

- Pin 1: Reixa de control
- Pin 2: Càtode
- Pin 3: Filament
- Pin 4: Filament
- Pin 5: Ànode
- Pin 6: Reixa de pantalla
- Pin 7: Reixa de control

En un amplificador push-pull a classe AB1 són capaços de produir fins a 10W de potència sonora.

## Aplicacions
La vàlvula EL90 va ser molt utilitzada com a amplificador final d'àudio en televisors i ràdios a vàlvules.